# Општина Пунгина
Општина Пунгина (рум. Punghina) је сеоска општина у округу Мехединци у западној Румунији.

## Становништво и насеља
Општина Пунгина имала је у последњем попису 2011. године 2.936 становника.
Општина се састоји из 6 насеља:
- Пунгина - село и седиште општине
- Чарингу
- Дринча
- Магуреле
- Реча
- Ново Село (Сату Ноу)